# Aying
Aying település Németországban, azon belül Bajorországban. Lakosainak száma 5613 fő (2023. december 31.). Aying Brunnthal, Egmating, Feldkirchen-Westerham, Glonn, Höhenkirchen-Siegertsbrunn és Valley községekkel határos.

## Népesség
A település népessége az elmúlt években az alábbi módon változott:
| Lakosok száma | 2678 | 1476 | 4680 | 4765 | 4957 | 5074 | 5297 | 5381 | 5563 | 5613 |
|               | 1970 | 1975 | 2011 | 2012 | 2014 | 2015 | 2017 | 2019 | 2022 | 2023 |